# Hypsochila penai
Hypsochila penai är en fjärilsart som beskrevs av Emilio Ureta 1955. Hypsochila penai ingår i släktet Hypsochila och familjen vitfjärilar. Inga underarter finns listade i Catalogue of Life.